# Passage de l'Atlas
Le passage de l'Atlas est une voie du 19e arrondissement de Paris, en France.

## Situation et accès
Le passage de l'Atlas est situé dans le 19e arrondissement de Paris. Il débute au 10 bis, rue de l'Atlas et se termine au 14, rue de l'Atlas.

## Origine du nom
La voie porte le nom de l'Atlas, massif montagneux d'Afrique du Nord.

## Historique
Une partie de ce passage a fait partie de l'ancienne « impasse Saint-Laurent » devenue « impasse de Rébéval », tandis que l'autre partie a fait partie de la « rue Richer ».
Cette voie qui dépendait de l'ancienne commune de Belleville a été classée dans la voirie parisienne par un décret du 23 mai 1863 avant de prendre sa dénomination actuelle par un arrêté du 1er février 1877.